# Saint-Vital
Saint-Vital este o comună în departamentul Savoie din sud-estul Franței. În 2009 avea o populație de 668 de locuitori.

## Evoluția populației
| An        | 1975 | 1982 | 1990 | 1999 | 2006 | 2009 |
| --------- | ---- | ---- | ---- | ---- | ---- | ---- |
| Populație | 257  | 364  | 454  | 581  | 659  | 668  |